# 齿稃草属
齿稃草属（学名：Schismus）是禾本科下的一个属，为一或多年生草本植物。该属共有5种，分布于欧亚大陆及非洲。